# Ван дер Кёкен, Йохан
Йохан ван дер Кёкен (нидерл. Johan van der Keuken, 4 апреля 1938, Амстердам — 7 января 2001, там же) — нидерландский фотограф и кинорежиссёр, один из крупнейших мастеров кинодокументалистики XX в.

## Биография
Начал фотографировать в 12 лет, через пять лет опубликовал первый альбом «Нам семнадцать» (1955). Учился в Исследовательском институте кино в Париже (1956—1958), занимался журнальной кинокритикой (1960—1961). Снимал документальные фильмы, много путешествовал. С 1977 вел в нидерландском кинематографическом журнале «Экран» хронику «Из жизни мелкого предпринимателя». Издал несколько авторских фотоальбомов, представлял инсталляции, имел несколько персональных выставок в разных странах (в том числе — в парижском Центре Жоржа Помпиду, 1987), читал лекции и вел семинары в киношколах Европы и США. Выступал кинооператором в нескольких документальных лентах коллег. Ретроспективы его фильмов были не раз показаны в Монреале, Беркли, Сан-Франциско, Мюнхене, Берлине, Цюрихе, Париже, Марселе, Лиссабоне, Афинах, Мадриде, Барселоне.
В 1988 у ван дер Кёкена был обнаружен рак. В 2000 был показан его фильм о борьбе с болезнью «Длинные каникулы», в 2002 его последней лентой «Настоящее незавершенное» открылся Международный кинофестиваль в Роттердаме.

## Творчество
В документальных фильмах Кёйкен экспериментировал с субъективной точкой зрения, длинными планами, ритмическими повторами, укрупнением деталей добиваясь поэтического эффекта. Его метафорическое кино сопоставляют с аналогичными поисками А. Пелешяна.

## Произведения

### Фильмы
- Paris à l’Aube (1957—1960, 10 мин.)
- Sunday (1960, 14 мин.)
- A Moment’s Silence (1960—1963, 10 мин.)
- Yrrah (5 мин.); Tajiri (10 мин.); Opland (12 мин); Lucebert, Poet-Painter (16 мин.) — 4 фильма о художниках (1962)
- The Old Lady (1963, 25 мин.)
- Indonesian Boy (1964, 40 мин)
- Blind Child (1964, 24 мин.)
- Four Walls (1965, 22 мин.)
- In the Nest with the Rest (1965, 8 мин.)
- Beppie (1965, 38 мин.)
- Herman Slobbe/Blind Child 2 (1966, 29 мин.)
- A Film for Lucebert (1967, 22 мин.)
- Big Ben/Ben Webster in Europe (1967, 32 min.)
- The Spirit of the Time (1968, 42 мин.)
- The Cat (1968, 5 мин.)
- The Street is Free (1968, 7 мин.)
- Velocity: 40-70 (1970, 25 мин.)
- Beauty (1970, 25 мин.)
- Diary (1972, 80 мин.)
- North-South Triptych, Part 1 (1972)
- Bert Schierbeek/The Door (1973, 11 мин.)
- The White Castle (1973, 78 мин.)
- North-South Triptych, Part 2 (1973)
- Vietnam Opera (1973, 11 мин.)
- The Wall (1973, 9 мин.)
- The Reading Lesson (1973, 10 мин.)
- The New Ice Age (1974, 80 мин.)
- North-South Triptych', Part 3 (1974)
- Filmmaker’s Holiday (1974, 38 мин.)
- The Palestinians (1975, 45 мин.)
- Springtime (1975, 80 мин.)
- Maarten and the Double Bass (1977, 30 мин.)
- Flat Jungle (1978, 90 мин.)
- The Master and the Giant (1980, 70 мин.)
- The Way South (1980—1981, 143 мин.)
- Iconoclasm/A Storm of Images (1981, 85 мин.)
- Time (1984, 45 мин.)
- Toys (1984, 4 мин.)
- I love $ (1986, 145 мин.)
- Wet Feet in Hong Kong (1986, 5 мин.)
- The Unanswered Question (1986, 18 мин.)
- The Eye Above the Well (1988, 90 мин.)
- The Mask (1989—1990, 55 мин)
- Face Value (1990—1991, 120 мин.)
- Brass Unbound (1992—1993, 106 мин.)
- Sarajevo Film Festival (1993, 14 мин.)
- Tony’s birthday (1994, 9 мин.)
- Lucebert, Time and Farewell (1994, 52 мин.)
- On Animal Locomotion (1994, 15 мин.)
- Amsterdam Global Village (1996, 245 мин.)
- Amsterdam Afterbeat (1997, 16 мин.)
- To Sang Fotostudio (1997, 35 мин.).
- Last Words — My Sister Yoka (1935—1997) (1998, 50 мин.)
- The Long Holiday (2000, 145 мин.)
- Temps/Travail (2000, 10 мин.)
- For The Time Being (2001, 10 мин).
- Onvoltooid tegenwoordig (2002)

### Альбомы, тексты о фотографии и кино
- We are 17 (1955)
- Behind Glass (1957)
- Paris Mortel (1963)
- Seeing, Watching, Filming, (1980, фотографии, статьи о кино, интервью)
- Abenteuer eines Auges (1987, фотографии, статьи о кино, интервью)
- After Image (1991)
- Aventures d’un regard, (1998, фотографии, статьи о кино, интервью)
- The Lucid Eye (2000)
- Bewogen Beelden (2001)
- L’oeil lucide: l’oeuvre photographique 1953—2000 (2001)

## Признание
Премия фон Штернберга (Маннгейм, 1978, 1986), первая премия Брюссельского кинофестиваля (1988), первая премия 5-го Международного биеннале фильмов об искусстве (1994), премия экуменического жюри Берлинского МКФ (2000), множество других национальных и международных наград.